# Gran Premi de Mònaco del 1961
Resultats del Gran Premi de Mònaco de Fórmula 1 de la temporada 1961, disputat al circuit urbà de Montecarlo el 14 de maig del 1961.

## Resultats de la cursa
| Pos | No | Pilot               | Equip               | Voltes | Temps/ Retir.          | Pos. de sort. | Punts |
| --- | -- | ------------------- | ------------------- | ------ | ---------------------- | ------------- | ----- |
| 1   | 20 | Stirling Moss       | Lotus - Climax      | 100    | 2h 45' 50. 1           | 1             | 9     |
| 2   | 36 | Richie Ginther      | Ferrari             | 100    | + 3.6 s                | 2             | 6     |
| 3   | 38 | Phil Hill           | Ferrari             | 100    | + 41.3 s               | 5             | 4     |
| 4   | 40 | Wolfgang von Trips  | Ferrari             | 98     | Accident               | 6             | 3     |
| 5   | 4  | Dan Gurney          | Porsche             | 98     | + 2 Voltes             | 11            | 2     |
| 6   | 26 | Bruce McLaren       | Cooper - Climax     | 95     | + 5 Voltes             | 7             | 1     |
| 7   | 42 | Maurice Trintignant | Cooper - Maserati   | 95     | + 5 Voltes             | 16            |       |
| 8   | 32 | Cliff Allison       | Lotus - Climax      | 93     | + 7 Voltes             | 15            |       |
| 9   | 6  | Hans Herrmann       | Porsche             | 91     | + 9 Voltes             | 13            |       |
| 10  | 28 | Jim Clark           | Lotus - Climax      | 89     | + 11 Voltes            | 3             |       |
| 11  | 22 | John Surtees        | Cooper - Climax     | 68     | Motor                  | 12            |       |
| 12  | 2  | Jo Bonnier          | Porsche             | 59     | Injecció               | 9             |       |
| 13  | 16 | Tony Brooks         | BRM - Climax        | 54     | Motor                  | 8             |       |
| Ret | 8  | Michael May         | Lotus - Climax      | 42     | Pèrdua d'oli           | 14            |       |
| Ret | 24 | Jack Brabham        | Cooper - Climax     | 38     | Encesa                 | 21            |       |
| Ret | 18 | Graham Hill         | BRM - Climax        | 11     | Bomba de combustible   | 4             |       |
| NVS | 30 | Innes Ireland       | Lotus - Climax      |        | Ferit a les pràctiques |               |       |
| NVQ | 34 | Henry Taylor        | Lotus - Climax      |        |                        |               |       |
| NVQ | 14 | Masten Gregory      | Cooper - Climax     |        |                        |               |       |
| NVQ | 10 | Lucien Bianchi      | Emeryson - Maserati |        |                        |               |       |
| NVQ | 12 | Olivier Gendebien   | Emeryson - Maserati |        |                        |               |       |

## Altres
- Pole: Stirling Moss 1: 39. 1
- Volta ràpida: Richie Ginther (a la volta 84) i Stirling Moss 1: 36. 3 (a la volta 85)